# Eretmapodites leucopous
Eretmapodites leucopous är en tvåvingeart som beskrevs av Graham 1909. Eretmapodites leucopous ingår i släktet Eretmapodites och familjen stickmyggor. Inga underarter finns listade i Catalogue of Life.